# Tvegani kapital
Tvegani kapital je posebna oblika lastniškega kapitala zasebnikov ali investicijskih podjetij, vložen v  mlada, hitro rastoča podjetja ali v posameznike, ki imajo izvirno idejo ali patent. Investitorji vlagajo v nova podjetja, ker pričakujejo hiter in visok donos. Tvegan kapital je za mala in srednje velika podjetja pomemben vir finančnih sredstev in je bistven pri zagonu in razvoju podjetja.

## Značilnosti tveganega kapitala
- Tvegani kapital je trajen

Investitor vlaga v podjetje, ker na podlagi vloženega kapitala lahko ustvari kapitalski dobiček ali pa se v primeru ugodnejše naložbe zadovolji z nadaljnjim lastništvom.
- Pomoč investitorja pri upravljanju

Poleg finančne pomoči predstavlja investitor tveganega kapitala tudi poslovno pomoč. Pomaga podjetju pri večjih poslih, saj želi pripomoči k hitrejši rasti podjetja, v katerega vlaga.
- Pričakovanje višjih donosov

Investitorji tveganega kapitala pričakujejo trideset do petdesetodstotne letne donose. To pomeni približno petkratno do desetkratno povečanje vrednosti vložka v obdobju treh do petih let. Najuspešnejša podjetja za tvegani kapital dosegajo povprečne dolgoletne donose okoli trideset odstotkov, medtem ko večina podjetij ima donose med deset in petnajst odstotki.
- Visoka stopnja potrpežljivosti

Tvegani kapital oziroma potrpežljiv kapital ne prinaša takojšnjih donosov. Morebitna uspešnost se pojavi v obdobju od pet do deset let.

## Stopnje tveganega kapitala

### Semenski kapital
Je kapital, ki se investira v zelo mlada podjetja, ki potrebujejo finančna sredstva za razvoj poslovne ideje, za pripravo začetnega izdelka in za izvedbo marketinških aktivnosti.Semenski kapital je predvsem kapital podjetnika, prijateljev in partnerjev.Za semensko fazo so investitorji tveganega kapitala zelo primerni, saj podjetniki v tej fazi potrebujejo poleg finančne pomoči tudi nefinančno pomoč, katero investitorji ponujajo (npr. svetovanje, pomoč pri navezovanju stikov z različnimi finančnimi ustanovami itd.). Ta faza je najbolj tvegana faza v ciklu investicij tveganega kapitala, vendar lahko investitorjem omogoča izjemne zaslužke in je na dolgi rok odlična priložnost za dosego visokih kapitalskih dobičkov. Investicija semenskega kapitala se realizira v obdobju od pet do sedem let

### Zagonski kapital
So finančna sredstva namenjena podjetju, ki se bliža ustanovitvi in zagonu. Podjetje ga potrebuje za razvoj proizvoda, torej za fazo poskusne proizvodnje in za izpeljavo začetnega marketinga in prodaje. Denar je nujen za vse zagonske dejavnosti, ki bodo omogočale ustrezno poslovanje  (delovna sila, surovine, material, oprema itd.).Pomemben vir financ je kapital podjetnika, prijateljev in partnerjev. Ta faza pa ne pritegne veliko pozornosti med investitorji tveganega kapitala, saj so zneski investicij majhni in čas do realizacije še vedno dolg (8,5 let).

### Financiranje zgodnje faze
Omogoča razvoj proizvoda in organizacijo normalne serijske proizvodnje (podjetje dokončno zaživi). Ne predstavlja pa optimalne velikosti proizvodnih zmogljivosti podjetja. 
Proizvodnja zgodnje faze ne prinaša dobička in zahteva dodatna finančna sredstva za njeno ohranjanje in tudi povečanje. Ta stopnja investitorje tveganega kapitala ne privlači, saj se tveganje čedalje povečuje. Podjetnik je odvisen od svojih sredstev, sredstev prijateljev, družine in partnerjev. Čas realizacije investicij je od 4 do 5 let.

### Financiranje druge runde
Označuje četrto investicijsko stopnjo in z njim podjetje doseže optimalni obseg proizvodnje. Pomaga podjetju doseči dozorelost in normalno poslovanje na trgu ter ustrezno rast.  V tej fazi se pojavljajo vse oblike kapitala. S podjetjem sodelujejo kupci in dobavitelji, vanj pa vstopajo tudi investitorji tveganega kapitala, saj je v tej fazi usoda podjetja zelo pregledna. 

### Razširitveni kapital
Je kapital za financiranje rastočega podjetja ali posla, s katerim podjetje razširja proizvodnjo, in posle (investira v nove trge, v izboljšave proizvodov, v obratni kapital, v novo delovno silo itd.). V tej fazi je najbolj pogost tvegani kapital, saj so visoki kapitalski dobički z investiranjem najbolj zagotovljeni. Čas realizacije investicij je od tri do pet let.

### Zunanji in notranji odkup podjetja
- Notranji odkup podjetja s strani poslovodstva

Poslovodstvo pridobi sredstva za odkup dela proizvodnje oziroma posameznega oddelka v obstoječem podjetju od investitorjev tveganega kapitala. Poleg trajnega kapitala pridobijo tudi pomoč tveganega kapitalista in veliko mero njegove potrpežljivosti. Tvegani kapitalist pričakuje, da bo poslovodstvo, ki je kupilo podjetje, še naprej uspešno vodilo podjetje in mu ob njegovi prodaji zagotovilo pomemben del kapitalskega dobička.  Investicija se realizira v obdobju od dveh do treh let.  
- Zunanji odkup

Finančna pomoč kupcem, ki želijo kupiti podjetje in ga s svojim znanjem in sposobnostmi spremeniti v uspešno podjetje. Tvegani kapital je najboljša oblika financiranja zunanjega nakupa, saj olajša kupcem nakup podjetja in investitorju daje varnost pri financiranju in ustrezno donosnost. 

### Vmesne finance
So finance za pripravo podjetja za prodajo in njegovo izvedbo, ki jih morajo v podjetju pridobiti v obliki dolžniškega ali trajnega kapitala. Zaradi menjave lastnikov, tvegani kapital ni primeren, saj temelji na upravljavski pravici. Najprimernejše je bančno posojilo z določenimi upravljavskimi možnostmi.

## Trg tveganega kapitala
Trg tveganega kapitala razdelimo na formalni in neformalni trg tveganega kapitala. Neformalni trg predstavljajo predvsem neformalni investitorji. Formalni trg pa predstavljajo skladi tveganega kapitala. 

### Formalni trg tveganega kapitala
Skladi tveganega kapitala so ozko specializirane finančne intitucije. Delujejo specifično in se zaradi narave vlaganja razlikujejo od ostalih finančnih institucij. Pri skladih tveganega kapitala gre za neposredne lastniške naložbe v podjetja in po navadi financirajo hitro rastoča podjetja, ki jih imenujemo gazele. 
Poznamo več vrst skladov tveganega kapitala:
- zasebno partnerstvo 
- javni sklad 
- korporacijski sklad 
- skladi investicijskih bank
- državni in paradržavni skladi

### Neformalni trg tveganega kapitala
Neformalni trg predstavljajo investitorji, ki iščejo investicijske priložnosti za lastniško vlaganje sredstev v različne vrste podjetij. Tem investitorjem pravimo tudi poslovni angeli ali zasebni vlagatelji. Investitorji so premožni posamezniki, ki so pripravljeni svoj kapital investirati v projekte in s poslovnim znanjem ter izkušnjami pomagajo podjetjem pri odločitvah. Gre za obliko partnerstva. Sodelovanje med investitorjem in podjetnikom je zelo aktivno. Investitorji imajo možnost, da kasneje ponovno vložijo v podjetje, če le to raste. Investitorji vlagajo v podjetje brez posrednika, lahko pa so organizirani v mreže poslovnih angelov. Na trgu tveganega kapitala so poslovni angeli pomembni predvsem zato, ker predstavljajo vir financiranja v fazi razvoja in rasti podjetja.